# Luvianos

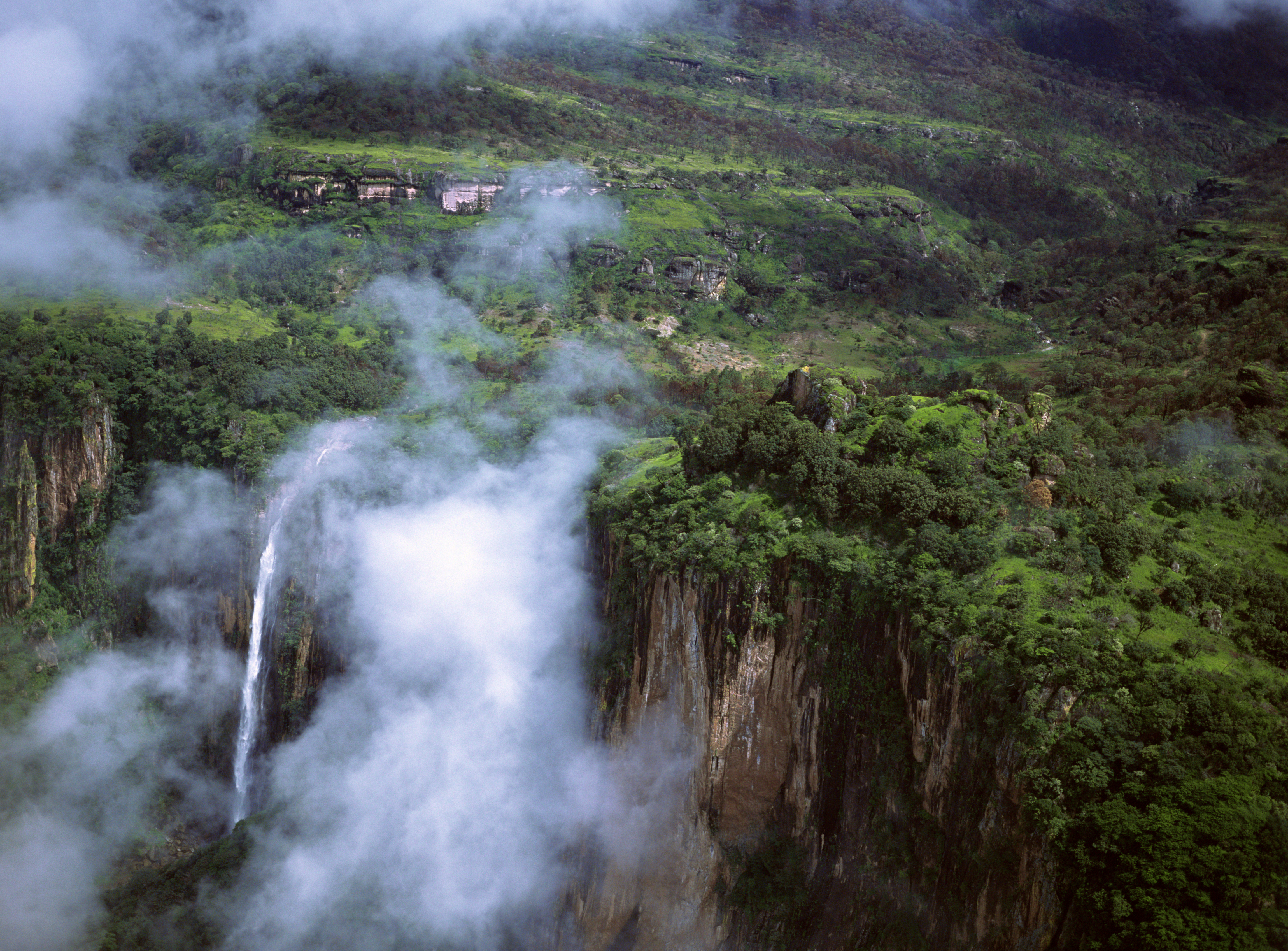
Cascade de la Sierra de Nanchititla

Luvianos est une municipalité de l'État de Mexico, au Mexique. Elle couvre une superficie de 702,129 km2 et compte 27 860 habitants en 2015.